# Cisatracurium
Il cisatracurium (nella fase sperimentale conosciuto anche con la sigla 51W89) è un miorilassante non depolarizzante, più precisamente un bloccante neuromuscolare ad attività periferica e di tipo competitivo.
Si tratta di un agente caratterizzato da una durata d'azione intermedia. 
Il cisatracurium è uno dei dieci isomeri del bloccante neuromuscolare atracurium; rappresenta circa il 15% della miscela racema di atracurium.

## Farmacodinamica
Studi in vitro su plasma umano hanno evidenziato che cisatracurium degrada spontaneamente a pH fisiologico grazie ad una reazione di degradazione nota come eliminazione Hofmann a dare laudanosina e monoacrilato quaternario. Una successiva idrolisi dell'estere del monoacrilato dà luogo ad alcool monoquaternario, sebbene la tappa limitante di tutto il processo dia l'eliminazione Hofmann.
Nel plasma del ratto, cisatracurium è anche metabolizzato da alcune carbossilesterasi non specifiche ad alcool monoquaternario e acido monoquaternario.

La molecola produce rilassamento muscolare scheletrico legandosi ai recettori nicotinici che si trovano sulla placca motrice del muscolo striato inibendone il legame con l'acetilcolina. Cisatracurium mostra un'elevata affinità per il recettore dell'acetilcolina (ACh)n e blocca competitivamente il legame del neurotrasmettitore alla placca motrice.
I muscoli scheletrici vengono pertanto paralizzati, in quanto viene bloccato lo stimolo proveniente dal nervo motore terminale e diretto alla depolarizzazione del muscolo striato.
La potenza del blocco neuromuscolare esercitato da cisatracurium è pari a circa tre volte quella dell'analogo composto racemo atracurium. 
Il farmaco è gravato solo da un minimo di effetti cardiovascolari (se paragonato a composti simili).

## Usi clinici
Viene utilizzato per indurre rilassamento dei muscoli scheletrici durante un intervento chirurgico, dopo che è già avvenuta l'induzione dell'anestesia generale.
Può essere anche utilizzato per facilitare l'intubazione tracheale. Tuttavia molti anestesisti gli preferiscono la succinilcolina, in particolare nelle situazioni di emergenza-urgenza, quando si richiede una intubazione rapida.
Trova indicazione anche nel facilitare la ventilazione meccanica nelle unità di terapia intensiva. Nei soggetti con insufficienza renale o epatica che si trovano ad essere trattati con terapie prolungate nel tempo, in reparti di terapia intensiva e nelle rianimazioni, alcuni specialisti preferiscono il cisatracurium besilato all'atracurium besilato in quanto meno dipendente dalla funzionalità epatica o renale.
Cisatracurium besilato è controindicato nei soggetti con ipersensibilità individuale nota al principio attivo, all‘acido benzenesolfonico oppure ad altre molecole chimicamente correlate (ad esempio atracurium, doxacurium, mivacurium, tubocurarina), così come agli eccipienti utilizzati nella formulazione farmaceutica.